# 金意庵
金意庵（1915年10月27日—2002年2月7日），满族，愛新覺羅氏，谱名启族，中国书法家、画家、篆刻家、诗人、学者和鉴赏考据家。他的诗书画印，被称为“四绝”。
历任中国书法家协会第一、二届理事，中国书协篆刻艺术委员会会员，吉林省书法家协会名誉主席，白山印社社长，吉林师范学院教授等。

## 生平
金意庵是乾隆帝长子定安亲王永璜之后裔。幼承家学，诗书画印无一不工，曾授业于杨钟溪功习诗文，后又拜素有南张北溥之称的溥儒老先生学习书画。

## 艺术风格
金意庵的书法，五体皆备，其书法作品每平尺达5万元人民币。其国画另辟蹊径，以书法入画，格调清新，设色典雅。除擅长书画外，金意庵还精通铁笔，潜心秦玺、汉印等。其篆刻章法自然，刀法凌厉，线条流畅生动。金意庵的作品曾三次荣获长白山文艺奖，他本人被授予终身特别成就奖。

## 艺术成就
1993年11月，《金意庵诗书画印展》在北京中国美术馆展出。共展出书画印作品120余件，被誉为文人化、高层次、高水平、全方位的“四全”展览。其作品多次入选国内外大型书法篆刻展览并获奖，日本、新加坡、加拿大、韩国、美国、香港、澳门、台湾等国家和地区展出并被收藏。中国书协名誉主席启功为展出题展标，全国政协副主席赵朴初等为展出剪彩。中国美术馆打破惯例，收藏了金老的纪念。
孙中山先生诞辰一百周年所书巨幅金文中堂，并颁发了第一号收藏证书，获得殊荣。
1999年，吉林市委市政府捐款为其修建了金意庵艺术馆。
2001年获中国书法家协会颁发的“中国书法艺术荣誉奖”。